# Jean Landry

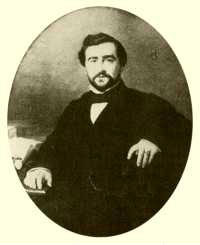
Jean Landry

Jean Baptiste Octave Landry de Thézillat (ur. 10 października 1826 w Limoges, zm. w październiku 1865 w Paryżu) – francuski lekarz i badacz, któremu przypisuje się odkrycie ostrej zapalnej poliradikuloneuropatii demielinizacyjnej znanej dziś jako zespół Guillaina-Barrégo.
Landry urodził się i wychował w Limoges, gdzie jego wuj był psychiatrą i neurologiem. Wpłynęło to na jego decyzję o podjęciu studiów medycznych. Swą medyczną edukację zdobywał w Hôtel-Dieu de Paris. W trakcie studiów szczególnie zainteresowała go neurologia i postanowił powiązać z nią swą dalszą karierę. W latach 50. XIX wieku leczył chorych na cholerę we francuskim departamencie Oise, po czym zajął się badaniami nad tą chorobą. W 1859 roku opisał 10 przypadków (5 z jego własnej praktyki, 5 znanych mu z literatury) porażenia wstępującego, określanego początkowo porażeniem Landry'ego a po latach jako zespół Guillaina-Barrégo. Landry opisał trzy różne postacie tej choroby:
- porażenie wstępujące bez objawów czuciowych,
- porażenie wstępujące z towarzyszącym zniesieniem czucia bólu lub znieczulicą,
- choroba ogólnie postępująca z porażeniem i objawami czuciowymi.

W 1857 ożenił się z Clarie Giustigniani, która przeżyła go o 36 lat.
Zmarł w Paryżu w 1865 roku po tym, jak zakaził się cholerą od pacjentów, których leczył.